# The Hidden Children
The Hidden Children er en amerikansk stumfilm fra 1917 af Oscar Apfel.

## Medvirkende
- Harold Lockwood som Evan Loskiel
- May Allison som Lois de Contrecoeur
- Lillian West som Jeeanne de Contrrecoeur
- Henry Hebert som Mayaro
- George A. McDaniel som Amochol